# Jack van Poortvliet
Jack Corstiaan van Poortvliet (IPA: [vɑn ˈpoːrtflit]; Norwich, 15 maggio 2001) è un rugbista a 15 internazionale per l'Inghilterra, mediano di mischia del Leicester.

## Biografia
Nato a Norwich e cresciuto nel villaggio di Colby, nel Norfolk, in una famiglia di allevatori, vanta lontane ascendenze olandesi: il suo bisavolo si trasferì in Inghilterra dai Paesi Bassi per acquistarvi una fattoria e suo padre Jeff, oltre a gestire l'azienda di famiglia, in gioventù fu anch'egli rugbista per il Saracens negli anni novanta del XX secolo.
Si formò rugbisticamente nel North Walsham prima di passare nelle giovanili del Leicester a 12 anni; nel 2019, a 18 anni appena compiuti, fu promosso in prima squadra e debuttò in Premiership contro Worcester alla prima giornata di campionato.
L'anno successivo rappresentò l'Inghilterra U-20 nel Sei Nazioni di categoria, ripetendosi nel 2021.
Con Leicester si è aggiudicato il titolo di campione d'Inghilterra 2021-22 e a fine stagione ha rinnovato il contratto con il club.
Convocato dal C.T. Eddie Jones per il tour in Australia di metà anno 2022, ha esordito a Perth contro gli Wallabies, realizzando proprio allo scadere una meta ininfluente ai fini del risultato finale, che ha visto gli australiani vincere 30-28.
Da allora è stato schierato negli altri 6 test match che l'Inghilterra ha disputato nel resto dell'anno con un'ulteriore meta, contro l'Argentina a Twickenham.

## Palmarès
- Premiership: 1
Leicester: 2021-22